# Marc Bertemes
Marc Bertemes (Esch-sur-Alzette, 1977) is een Luxemburgs kunstschilder.

## Leven en werk
Marc Bertemes werd geboren in de kraamkliniek in Esch-sur-Alzette, het gezin woonde in Noertzange. Hij is een jongere broer van de kunstenaar Fernand Bertemes. Bertemes werd opgeleid aan de Staatliche Akademie der Bildenden Künste Karlsruhe (1996-2001). 
Bertemes is lid van de Cercle Artistique de Luxembourg, en neemt deel aan de jaarlijkse salons van de kunstenaarsvereniging. In 2011 ontving hij uit handen van groothertogin María Teresa de Prix Grand-Duc Adolphe voor zijn werk.
- Musée national d'archéologie, d'histoire et d'art: lkl004526